# Kraśnik dzięgielowiec
Kraśnik dzięgielowiec (Zygaena angelicae) – gatunek motyla z rodziny kraśnikowatych i podrodziny Zygaeninae. Zamieszkuje środkową i wschodnią część Europy.

## Taksonomia
Gatunek ten opisany został po raz pierwszy w 1808 roku przez Ferdinanda Ochsenheimera. Współcześnie klasyfikowany jest w podrodzaju nominatywnym rodzaju Zygaena. W jego obrębie tworzy grupę gatunków transalpina wraz z pokrewnymi Zygaena dorycnii, kraśnikiem goryszowcem i Zygaena transalpina. W obrębie kraśnika dzięgielowca wyróżnia się podgatunki:
- Zygaena angelicae angelicae Ochsenheimer, 1808
- Zygaena angelicae angelicotransalpina Daniel, 1954
- Zygaena angelicae elegans Burgeff, 1913
- Zygaena angelicae herzegowinensis Reiss, 1922
- Zygaena angelicae rhatisbonensis Burgeff, 1914
- Zygaena angelicae ternovanensis Koch, 1938

## Morfologia

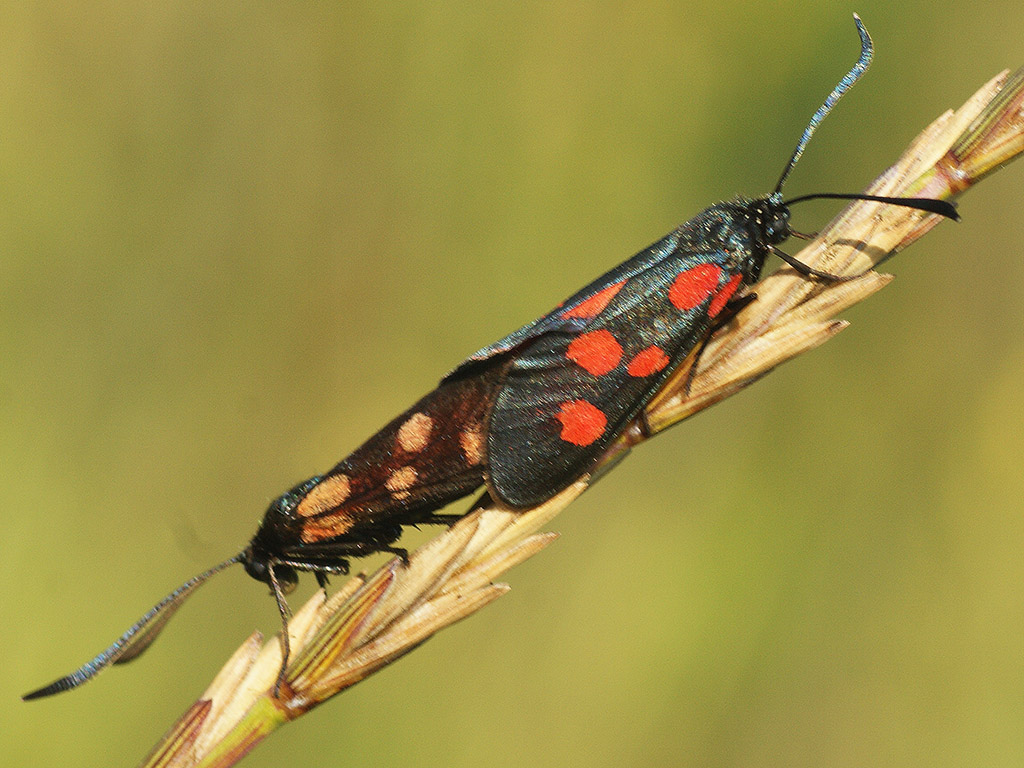
Kopulacja

Motyl ten osiąga od 26 do 35 mm rozpiętości skrzydeł. Ciało jest stosunkowo smukłe jak na przedstawiciela rodzaju. Głowa zaopatrzona jest w maczugowate, drobno piłkowane czułki. Ostatni z członów czułków jest biały. Szeroki tułów jest czarny, włącznie z patagiami i tegulami. Skrzydło przednie osiąga od 12 do 15 mm długości i nie jest prześwitujące. Tło ma czarne z silnym połyskiem metalicznym o odcieniu zielonym lub błękitnym. Na wierzchu skrzydła przedniego zwykle występuje wzór z pięciu jaskrawoczerwonych plam. Plamy te mogą jednak mieć barwę od żółtej po kawowobrązową. Mogą być zredukowane lub całkiem zanikłe, a czasem może występować dodatkowa plama szósta. Plamy druga i czwarta oraz trzecia i piąta mogą być ze sobą zlane. Na spodniej stronie przedniego skrzydła plamy łączą się w wyraźnie widoczną, jaskrawoczerwoną pręgę. Skrzydła tylnej pary mają tło takiej samej barwy jak plamy na skrzydłach pary pierwszej. Zwykle są one tylko czarno obwiedzione, ale zdarzają się osobniki o jaskrawym polu silnie zredukowanym.
Odwłok jest cały czarny z metalicznym połyskiem, zaopatrzony w czerwoną obrączkę z czarnym przyprószeniem. Genitalia samca mają walwy eliptycznie zaokrąglone, zaś wyrostki unkusa położone blisko siebie, równie szerokie na całej długości i u szczytów tępo ścięte. Edeagus ma płytkę brzuszną (lamina ventralis) pokrytą dachówkowato zachodzącymi na siebie kolcami. U samicy ósmy tergit odwłoka jest zesklerotyzowany w równym stopniu na brzegach i na pozostałej powierzchni. Genitalia samicy cechują się znamieniem torebki kopulacyjnej zbudowanym z ostrokątnych, słabo zesklerotyzowanych płytek.
Gąsienice mają krępe ciało. Ubarwione są zielonożółto z dwoma szeregami drobnych, czarnych plamek, biegnącymi wzdłuż grzbietu.

## Ekologia i występowanie
Owad ten zamieszkuje siedliska otwarte, suche i nasłonecznione. Preferuje murawy kserotermiczne, ale spotykany bywa też na suchych polanach leśnych. Owady dorosłe aktywne są od końca czerwca do sierpnia. Odżywiają się nektarem. Gąsienice są fitofagami żerującymi na cieciorce pstrej, cieciorce żółtej, Coronilla coronata, ostrołódce kosmatej, komonicy zwyczajnej i różnych gatunkach koniczyn. Zimowanie odbywa się w stadium gąsienicy.
Gatunek zachodniopalearktyczny, znany z Niemiec, Szwajcarii, Austrii, Polski, Litwy, Czech, Słowacji, Węgier, Białorusi, Ukrainy, Mołdawii, Rumunii, Bułgarii, Słowenii, Chorwacji, Bośni i Hercegowiny, Serbii, Czarnogóry, Albanii, Macedonii Północnej, Grecji oraz europejskiej części Rosji. Przez polską część Pomorza i Kurpie przebiega jego północna granica zasięgu.
Na „Czerwonej liście gatunków zagrożonych Republiki Czeskiej” owad ten umieszczony jest jako gatunek bliski zagrożenia (NT). Z kolei na „Czerwonej liście zwierząt zagrożonych Niemiec” figuruje jako gatunek zagrożony (EN).